# Джин Татлок
Джин Френсіс Татлок (21 лютого 1914 — 4 січня 1944) — американська психіатриня та лікарка. Членкиня Комуністичної партії США, репортерка та авторка партійного видання «Вестерн воркер». Також відома стосунками з Дж. Робертом Оппенгеймером, директором Лос-Аламоської лабораторії Мангеттенського проєкту під час Другої світової війни.
Дочка Джона Стронга Перрі Татлока, філолога з давньоанглійської мови та спеціаліста з Джеффрі Чосера, Татлок закінчила Вассарський коледж і Стенфордську медичну школу, де здобувала освіту у галузі психіатрії. Почала зустрічатися з Оппенгеймером у 1936 році, коли була аспіранткою Стенфордського університету, а Оппенгеймер працював професором фізики в Каліфорнійському університеті в Берклі. Через їхні стосунки та її членство в Комуністичній партії ФБР встановило за нею нагляд, а її телефон прослуховувався.
Вона страждала на клінічну депресіїю та померла, вчинивши самогубство 4 січня 1944 року.

## Ранні роки
Джин Френсіс Татлок народилася в Енн-Арборі, штат Мічиган, 21 лютого 1914 року, другою дитиною Джона Стронга Перрі Татлока та його дружини Марджорі (до шлюбу Фентон). У неї був старший брат Г'ю, який став лікарем. Її батько, який здобув ступінь доктора філософії в Гарвардському університеті, був відомим і визнаним професором англійської мови в Університеті Мічигану; філолог з давньоанглійської мови; спеціаліст по Джеффрі Чосеру та англійських п'єсах, віршах і літератури Єлизаветинської епохи; автор приблизно 60 книг на ці теми, включно з «Повним зібранням поетичних творів Джеффрі Чосера» (1912) і «Розум і мистецтво Чосера» (1950). Джон Татлок працював професором англійської мови в Стенфорді з 1915 до 1925 рік і в Гарварді з 1925 до 1929 рік, потім повернувся в район затоки як професор англійської мови в Каліфорнійському університеті в Берклі.
Джин Татлок навчалася в Кембридзький латинській школі в Кембриджі, штат Массачусетс, і в коледжі Вільямса в Берклі. У 1930 році вона вступила до Вассарського коледжу. Вона закінчила навчання у 1935 році та повернулася до Берклі, де пройшла курси для вступу в Стенфордську медичну школу, а також була репортеркою і авторкою для «Вестерн воркер», газети Комуністичної партії США на західному узбережжі США. Її прийняли в Стенфордську медичну школу (на той час розташовану в Сан-Франциско), де вона вчилася на психіатра. Закінчила Стенфордський університет у 1941 році та пройшла інтернатуру в лікарні Св. Єлизавети у Вашингтоні, округ Колумбія та клінічну ординатуру у відділенні психіатрії в лікарні Маунт-Зіон (нині Каліфорнійський університет, Медичний центр Сан-Франциско) у Сан-Франциско.

## Стосунки з Оппенгеймером
Татлок боролася зі своєю сексуальністю, одного разу написала подрузі: «Був період, коли я думала, що я гомосексуалка. Певним чином я все ще змушена у це вірити, але насправді, міркуючи логічно, я впевнена, що не можу бути такою через свою немаскулінність». Почала зустрічатися з Робертом Оппенгеймером у 1936 році, коли була аспіранткою, а Оппенгеймер був професором фізики в Берклі. Вони познайомилися через його власницю квартири, Мері Еллен Вашберн, яка також входила до Комуністичної партії, коли Вошберн проводила збір коштів на підтримку іспанських республіканців. Пара почала зустрічатися і мала пристрасні стосунки; він двічі робив їй пропозицію, але вона відмовилася. Їй приписують знайомство Оппенгеймера з радикальною політикою наприкінці 1930-х і з людьми, пов'язаними з Комуністичною партією або пов'язаними з нею групами або симпатиками, як-от Руді Ламберт і Томас Аддіс. Вони продовжували зустрічатися навіть після того, як він закрутив роман з Кітті Гаррісон, з якою одружився 1 листопада 1940 року. Оппенгеймер і Татлок провели разом Новий рік у 1941 році, а одного разу зустрілися в готелі Марка Гопкінса в Сан-Франциско.
Спілкування Оппенгеймера з її друзями було використано як доказ проти нього під час його слухань щодо безпеки 1954 року. У листі до генерал-майора Кеннета Ніколса, генерального директора Комісії з атомної енергії США, від 4 березня 1954 року Оппенгеймер так описав спілкування:
Навесні 1936 року друзі познайомили мене з Джин Татлок, донькою відомого університетського професора англійської літератури, а восени я почав залицятися до неї, ми зблизилися. Ми принаймні двічі доволі близько підійшли до шлюбу, вважаючи себе зарученими. Між 1939 роком і її смертю у 1944 році я рідко її бачив. Вона розповіла мені про своє членство в Комуністичній партії США, у неї були періодичні справи, але здавалося вони ніколи не давали їй те, що вона шукала. Я не вірю, що її інтереси були дійсно політичними. Вона любила цю країну, її людей і своє життя. Як з'ясувалося, вона була подругою симпазантів і комуністів, з більшістю з них мені пізніше довелось познайомитись.

Я не повинен створювати враження, що лише завдяки Джин Татлок у мене з'явились друзі лівих поглядів або почав симпатизувати причинам, які до цього здавались мені  далекими, як-от справа лоялістів в Іспанії й організація працюючих мігрантів. Я згадав кілька інших сприятливих до цього причин. Мені подобалось нове відчуття товариськості та водночас я відчував, що стаю частиною свого часу та держави.
У той час як деякі історики вважають, що Оппенгеймер мав позашлюбні стосунки з Татлок, коли працював над Мангеттенським проєктом, інші стверджують, що він зустрічався з нею лише один раз після того, як очолив Лос-Аламосську лабораторію у середині червня 1943 року. 14 червня 1943 року Оппенгеймер перебував у Берклі, щоб залучити Девіда Гокінса як адміністративного помічника. Вони поїхали в мексиканський ресторан на її зеленому купе Plymouth 1935 року випуску та провели разом ніч у її квартирі в Сан-Франциско на Монтгомері-стріт, 1405. Весь цей час за ними стежили агенти Армії США, які чекали на вулиці. Тоді вона сказала йому, що все ще кохає його та хоче бути з ним. Більше він її ніколи не бачив.
Попри її стосунки з Оппенгеймером, у мемуарах Едіт Арнштейн Дженкінс згадує розмову з Мейсоном Робертсоном, хорошим другом Татлок, у якій він стверджував, що Татлок говорила йому, що вона лесбійка. Насправді цілком імовірно, що Татлок мала стосунки з Мері Еллен Вошберн. Як психоаналітикиня у 1940-х роках вона розглядала свою гомосексуальність як патологічний стан, який необхідно подолати, що могло призвести до її остаточного рішення про самогубство.

## Смерть
Джин Татлок страждала від важкої клінічної депресії та проходила лікування в Маунт-Зіон. Близько 13:00 5 січня 1944 року батько прибув до її квартири на Монтгомері-стріт, 1405. Коли на його дзвінок у двері не відреагували, він заліз у вікно. Він знайшов дочку мертвою, вона лежала на купі подушок у ванній кімнаті, а голова була занурена в частково наповнену ванну. Була непідписана передсмертна записка:
У мене все викликає відразу... Тим, хто мене любив і допомагав мені, уся любов і відвага. Я хотіла жити та віддавати, але мене якимось чином паралізувало. Я з усіх сил намагалась зрозуміти та не змогла... Я гадаю, що все життя була б тягарем — принаймні, я можу зняти тягар паралізованої душі зі світу, який воює.
Батько знайшов її листування, переглянув і спалив листи та фотографії у каміні. О 17:10 він зателефонував до похоронного бюро Halstead, а там зв'язалися з поліцією. Поліція прибула о 17:30 у супроводі заступника слідчого. На момент смерті вона перебувала під наглядом ФБР, і її телефон прослуховувався, тому одним із перших людей, які повідомили про смерть по телетайпу, був директор ФБР Дж. Едгар Гувер. Звістку про її смерть повідомили в газетах району затоки.
Вошберн телеграфувала Шарлотті Сербер у Лос-Аламос. Як бібліотекарка, вона мала доступ до технічної зони, і повідомила про це своєму чоловікові, фізику Роберту Серберу, який мав сказати Оппенгеймеру. Дійшовши до свого кабінету, він з'ясував, що Оппенгеймер уже знав. Начальник служби безпеки в Лос-Аламосі, капітан Пер де Сільва, отримав цю новину через прослуховування та армійську розвідку та передав її Оппенгеймеру. Татлок познайомила Оппенгеймера з поезією Джона Донна, і вважається, що він назвав перше випробування ядерної зброї «Триніті» на основі одного з віршів Донна, як данину їй. У 1962 році Леслі Гровс спитав Оппенгеймера про походження назви та отримав таку відповідь:
Я дійсно запропонував це... Чому я обрав цю назву — незрозуміло, але я знаю, що у мене було в голові. Є вірш Джонна Донна, написане незадовго до його смерті, яку я знаю і люблю. З нього цитата:
As West and East

In all flatt Maps — and I am one — are one,

So death doth touch the Resurrection.

У іншому, більш відомому релігійному вірші Донна: «Batter my heart, three person'd God».
Офіційне розслідування у лютому 1944 року винесло вердикт «самогубство, мотиви невідомі». У своєму звіті коронер вказав, що Татлок повноцінно поїла незадовго до смерті. Вона прийняла трохи барбітуратів, але не смертельну дозу. Знайшли сліди хлоралгідрату, препарату, який зазвичай асоціюється з «міккі фінном», який підсипають в алкоголь, щоб вирубити людину, але алкоголю в її крові не було. У неї виявили пошкодження підшлункової залози, що вказувало на те, що вона сильно пила. Як психіатриня, працюючи в лікарні, вона мала доступ до седативних засобів, таких як хлоралгідрат. Коронер встановив, що вона померла близько 16:30 4 січня. Причиною смерті зафіксували «гострий набряк легенів із застоєм легенів» — утоплення у ванні. Схоже, що вона стала на коліна над ванною, прийняла хлоралгідрат і занурила голову у воду.
Історики та її брат Г'ю часом висловлювали припущення щодо того, чи справді її смерть була самогубством, оскільки були деякі підозрілі обставини. Теорія змови про те, що її вбили агенти розвідки, які працювали на Мангеттенський проєкт, підтвердила комісія Черча 1975 року, який розкрив подробиці вбивств, здійснених американськими спецслужбами, і якого показали у телесеріалі «Мангеттен». Один лікар зауважив: «Якби ви були розумними та хотіли когось убити, ось як це зробити».
Батько кремував її рештки.

## У популярній культурі
Флоренс П'ю втілила Джин Татлок у байопіку Крістофера Нолана «Оппенгеймер».
Наташа Річардсон зіграла Джин у фільмі Ролана Жоффе «Товстун і Малюк» 1989 року.